# Hataitai
Hataitai est une banlieue interne de la cité de Wellington, qui est la capitale de la Nouvelle-Zélande située dans le sud de l’Île du Nord .

## Situation
Elle est localisée à 3,5 kilomètres au sud-est du centre de la cité.
La banlieue s’étend sur le flanc sud-est du mont Victoria et en descendant la vallée entre la ceinture verte de la ville de Wellington (en) et une crête, qui s’allonge le long de la ligne de côte de la banlieue d'Evans Bay.

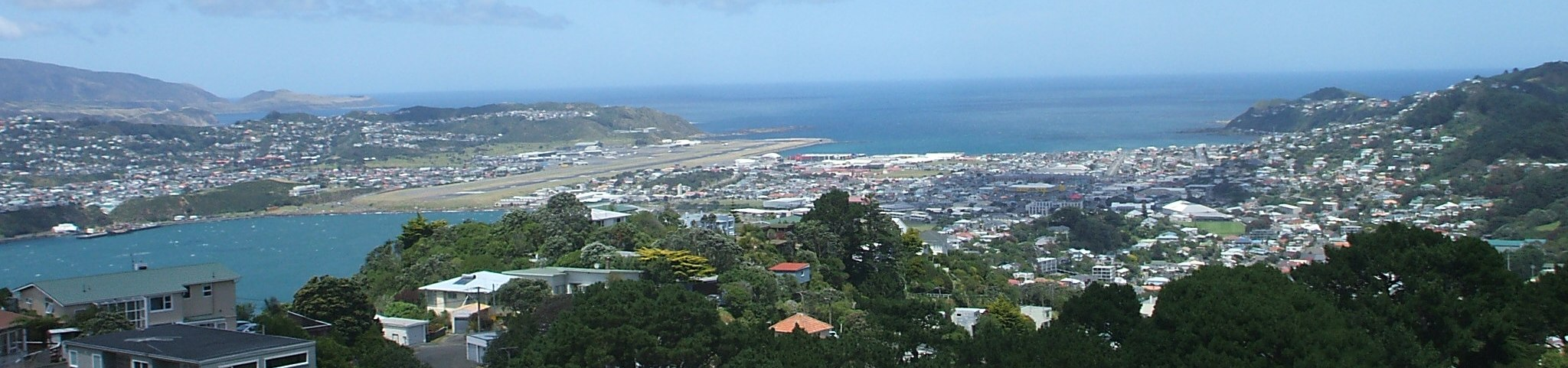
La ville d'Hataitai vue du mont Victoria

Hataitai est limitée par ‘Hepara Street’, ‘Grafton Road’ et la banlieue de Roseneath avec Oriental Bay dans le nord, le mouillage de Wellington Harbour (en) vers l’est, ‘Cobham Drive’, ‘Wellington Road’ et ‘Crawford Road’ avec Evans Bay, Kilbirniedans le sud et ‘Alexandra Road’ dans l’ouest, Newtown est au sud-est. La colline du mont Cook est à l’ouest et le mont Victoria au nord-ouest

## Accès
Hataitai est situé sur le trajet d’un lien de transport important entre le centre de la cité et l'Aéroport international de Wellington, situé vers le sud à proximité d’Evans Bay sur l’isthme au niveau de Rongotai.
La banlieue d'Hataitai est localisée à l’extrémité est du tunnel du Mont Victoria (en) et le tunnel uniquement pour bus de ‘Hataitai Tunnel’ construit en 1907 pour le système de tramways de Wellington, faisant de la banlieue d’Hataitai un endroit réputé pour y vivre.

## Toponymie
Les premiers colons Européens dans Wellington connaissaient le secteur, qui devint la banlieue de ‘Hataitai’ sous le nom de "Jenkins Estate".
Le nom d’Hataitai trouve son origine avec le syndicat, qui subdivisa le secteur pour sa mise en construction en 1901, et il dérive de Whātaitai, l’ancien mot Maori pour ce qui est à présent Miramar.

## Histoire

### Maori
La crête des collines était censée représenter les restes pétrifiés du grand taniwha (en) un (monstre marin) nommé Whataitai, une des deux créatures qui donnèrent forme au mouillage de Te Whanganui-a-Tara (en) (le mouillage de Wellington Harbour (en)).
Quand l’un des ‘taniwha’ se brisa sur les rochers, qui séparaient le lac du détroit de Cook (comme le dit l’histoire), l’eau s’échappa laissant le Whātaitai échoué sur les rochers.
Un tremblement de terre a ensuite fait remonter le monstre dans les collines au-dessous de "Tangi Te Keo" (Mount Victoria),.

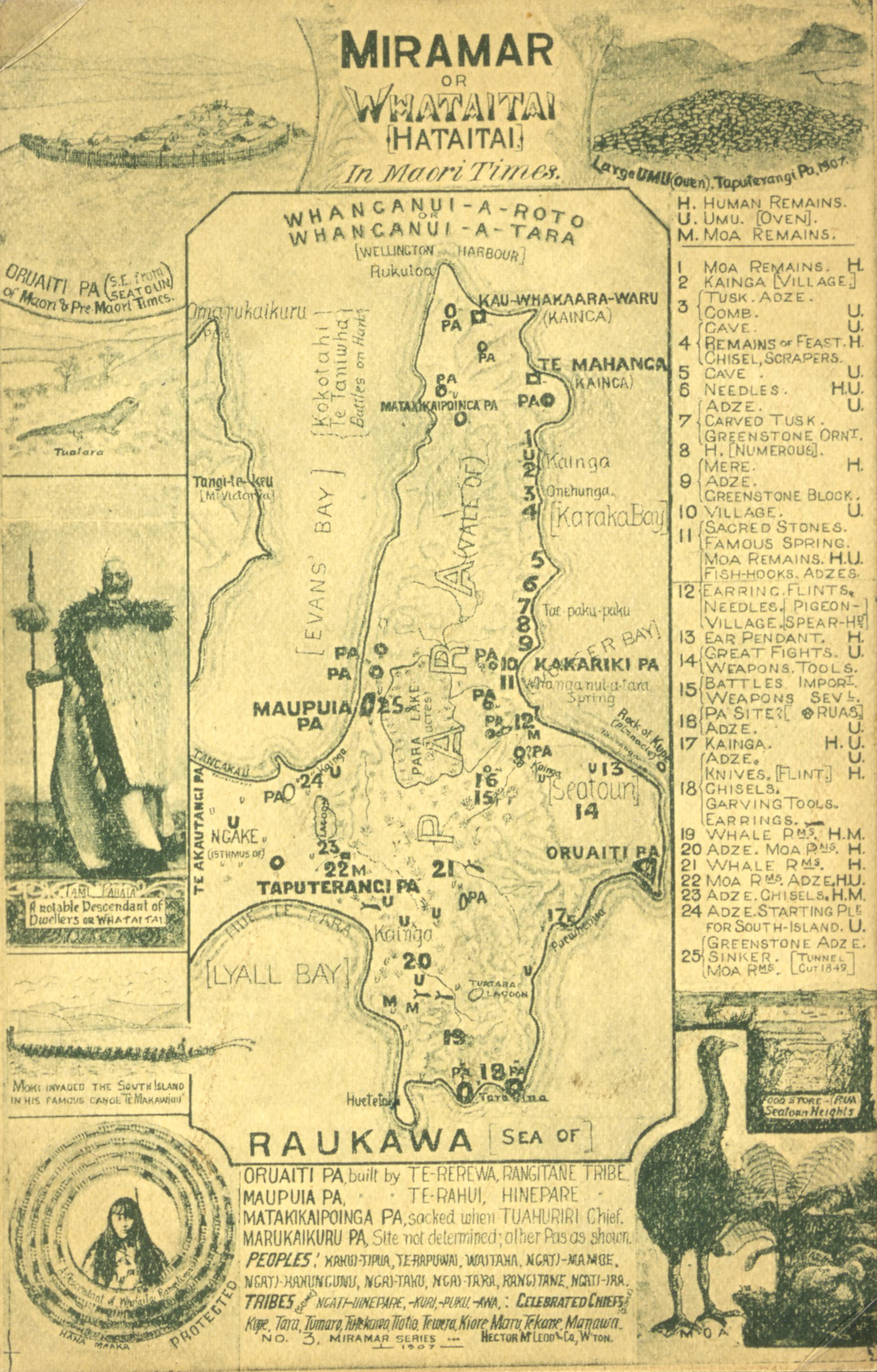
Carte du secteur d'hataitai en 1907

### Européenne
L’installation coloniale dans le secteur date de 1841, avec des terres utilisées essentiellement pour les activités agricoles dans le cadre de fermes et de pâturages.
‘Robert Jenkins’ acquit ainsi une centaine d’acres de pâturage sur la colline.
Dans le but de pouvoir l’atteindre, il fit construire une route qui montait vers le ‘Mont Victoria’, clôtura l’essentiel de ses terres et l’utilisa pour l’élevage des chevaux.
La population resta minimale jusqu’à la fin du XIXe siècle.
Dans les premiers temps, la zone était une partie de la ville de Kilbirnie dans le district de la baie d’Evans – et l’école ouvrit au niveau de ‘Moxham Ave’ en 1884 et fut appelée "Kilbirnie School".
En 1901, la "Hataitai Land Company"fut constituée pour vendre les sections se trouvant sur les flancs nord des collines à partir de "Waitoa Road", et la zone devint connue sous le nom de "Hataitai".
En 1902, la nouvelle banlieue fut annoncée en taillant des lettres gigantesques inscrivant 'HATAITAI' dans le gazon sur le côté de la ville de Mount Victoria.
De nombreuses des rues de ‘Hataitai’ sont nommées d’après des arbres natifs : ‘Hinau Street’, ‘Konini Road’, ‘Matai Road’, ‘Rata Road’, ‘Rewa Road’ etc.

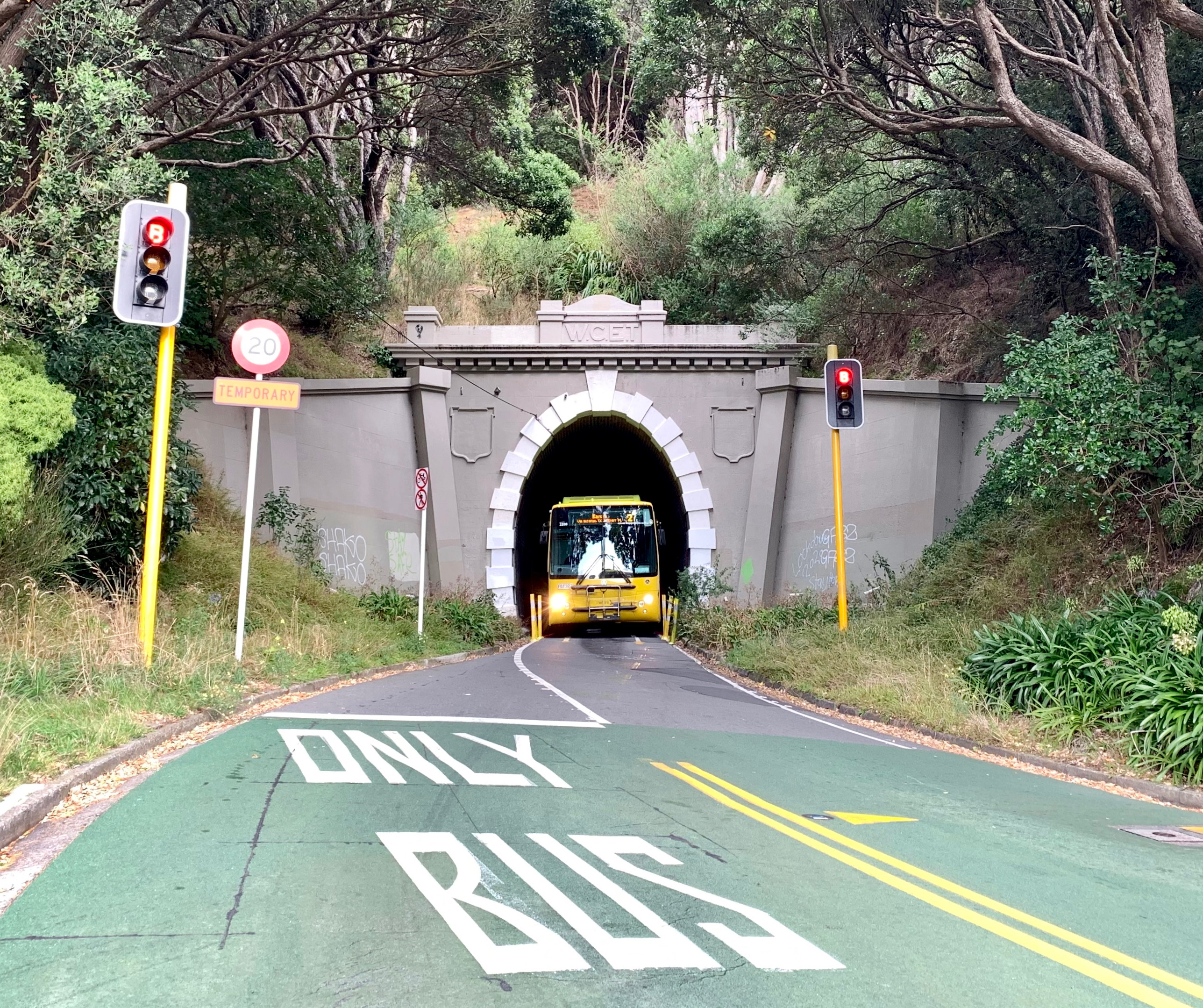
Tunnel du tramway utilisé maintenant par les bus

Des développements significatifs survinrent à partir du début du XXe siècle et surtout vers les années 1950, aiguillonnés par l’amélioration des accès via le tunnel des bus de Hataitai (ouvert en 1907) et le "tunnel du Mt Victoria" (ouvert en 1931).

## Population
La population a augmenté légèrement entre les recensements de 2001 et 2006, du fait des nouveaux logements, qui ont été ajoutés dans le secteur.

## Installations
Un petit village de magasins est centré sur ‘Moxham Avenue’ et ‘Waitoa Road’. En 2011, le conseil de la cité de Wellington (en) y a ajouté les magasins d’"Hataitai Village" à son plan de District dans la liste des bâtiments du Patrimoine.
L’inscription sur la liste de l’héritage signifie que le bâtiment est reconnu et protégé pour sa valeur de patrimoine et qu’aucun changement majeur de l’aspect extérieur ou de démolition n’est possible sans une autorisation particulière.
Le style victorien est une partie essentielle de l’architecture de Wellington[citation nécessaire].
Les installations de Sport comprennent le "Hall de Badminton" sur ‘Ruahine Street’ et ‘Hataitai Park’ sur la ceinture verte de Wellington.
Hataitai Park a un vélodrome, des courts de tennis et un terrain de rugby.

Ancien Bowling club

D’autres installations communautaires comprennent un centre de la communauté et un club de bowling club, les deux offrant des terrains pour les activités de la communauté, un centre médical, trois églises : ("All Saints" Anglicane, "Hataitai" méthodiste, "Latter-day Saints)" et le "Treasure Grove" ainsi que le "Waipapa Road Play Areas".
De plus, l’aire de jeux d’‘Alexandra Road’ est accessible à partir de ‘Hepara Street’, avec une vue à 180 degrés allant de la banlieue d’Eastbourne au niveau du mouillage de "Wellington Harbour" jusqu’à Lyall Bay dans le sud mais seulement une courte promenade vers le sommet du "mont Victoria".

## Éducation
La banlieue a deux écoles primaires d’état : "Kilbirnie School" (allant de l’année 1 à 6) et "Hataitai School" (allant de l’année 1 à 8), un centre de jeux et deux jardins d’enfants.